# 加藤雅
加藤 雅（かとう まさし、1937年1月1日 - 2005年6月23日）は、日本の経済学者。元経済企画庁経済企画審議官。東京都出身。

## 人物
東京大学経済学部経済学科、同商業学科卒業。1962年、経済企画庁入庁。オックスフォード大学留学を経て、調査局海外調査課長、国民生活局長、経済企画審議官。1985年～1987年には経済白書執筆を担当。
1994年、東京経済大学経済学部教授。日本経済調査協議会特別顧問。
研究分野は、経済政策、規制緩和、景気変動論。所属学会は日本計画行政学会、景気循環学会、統計研究会、日本財政学会。
2005年6月23日、心不全のため神奈川県川崎市内の病院にて逝去。68歳歿。

## 経歴
- 1955年 - 広島大学附属福山高等学校 卒業
- 1959年 - 東京大学経済学部経済学科 卒業
- 1959年 - 日新電機 入社
- 1960年 - 日新電機 退社
- 1962年 - 東京大学経済学部商業学科 卒業
- 1962年 - 経済企画庁入庁、調査局統計課兼総合開発局
- 1965年 - オックスフォード大学クライスト・チャーチ校 入学
- 1968年 - OECD 事務局員（経済統計局国別経済分析担当・日本，スイス，オランダ経済の分析に従事）
- 1973年 - 経済企画庁総合開発局総合開発課課長補佐
- 1974年 - 経済企画庁調査局内国調査課課長補佐
- 1975年 - 経済企画庁物価局物価政策課課長補佐
- 1977年 - 長官官房参事官兼日本経済研究センター主任研究員
- 1980年 - 経済企画庁総合計画局計画官（労働、産業）
- 1983年 - 経済企画庁調査局海外調査課長（世界経済白書作成）
- 1985年 - 経済企画庁調査局内国調査第一課長（経済白書作成）
- 1987年 - 経済企画庁長官官房秘書課長
- 1988年 - 経済企画庁長官官房経済企画参事官兼調査局審議官
- 1990年 - 経済企画庁物価局審議官（兼務）
- 1990年 - 経済企画庁国民生活局長
- 1994年 - 経済企画審議官
- 1994年 - 経済企画庁退職、東京経済大学経済学部教授に就任
- 2005年 - 死去

## 関連
- 宮崎勇 経済企画庁の上司。
- 深尾光洋 経済白書の執筆担当時に日本銀行より同じ部課に出向
- 貞廣彰 経済企画庁の後輩。

## 著書
- 『紛争の経済学』（筑摩書房、1991年6月）
- 『消費する人』（四谷ラウンド、1995年12月）
- 『歴史の波動』（読売新聞社、1996年5月）
- 『景気変動と時間 循環・成長・長期波動』（岩波書店、2006年12月）

## 共著
- 『国際紛争と日本』（同文書院、1993年）
- 『規制緩和の経済学』（6版まで）（東洋経済新報社、1994年）

## 脚註
1. ↑  加藤雅氏死去 東京経済大教授 共同通信 47News 2005年6月24日閲覧[リンク切れ]